# Kleinemeer (Meedhuizen)
Het Kleinemeer, ook Farmsumermeer of Meedhuizer Oostermeer genoemd, is een voormalig meertje of meerstal bij Meedhuizen in de provincie Groningen. Het was in 1832 eigendom van de familie Rengers en behoorde kennelijk - net als het Proostmeer en het Meedhuizermeer - bij de bezittingen van het Huis te Farmsum. Rond 1900 was het eigendom van de kerk van Meedhuizen. 
Het meer (11 hectare groot) was in 1860 begroeid met riet. Het werd in 1908 drooggelegd en aan de Geefweerstermolenpolder toegevoegd.